# Robert (boneco)

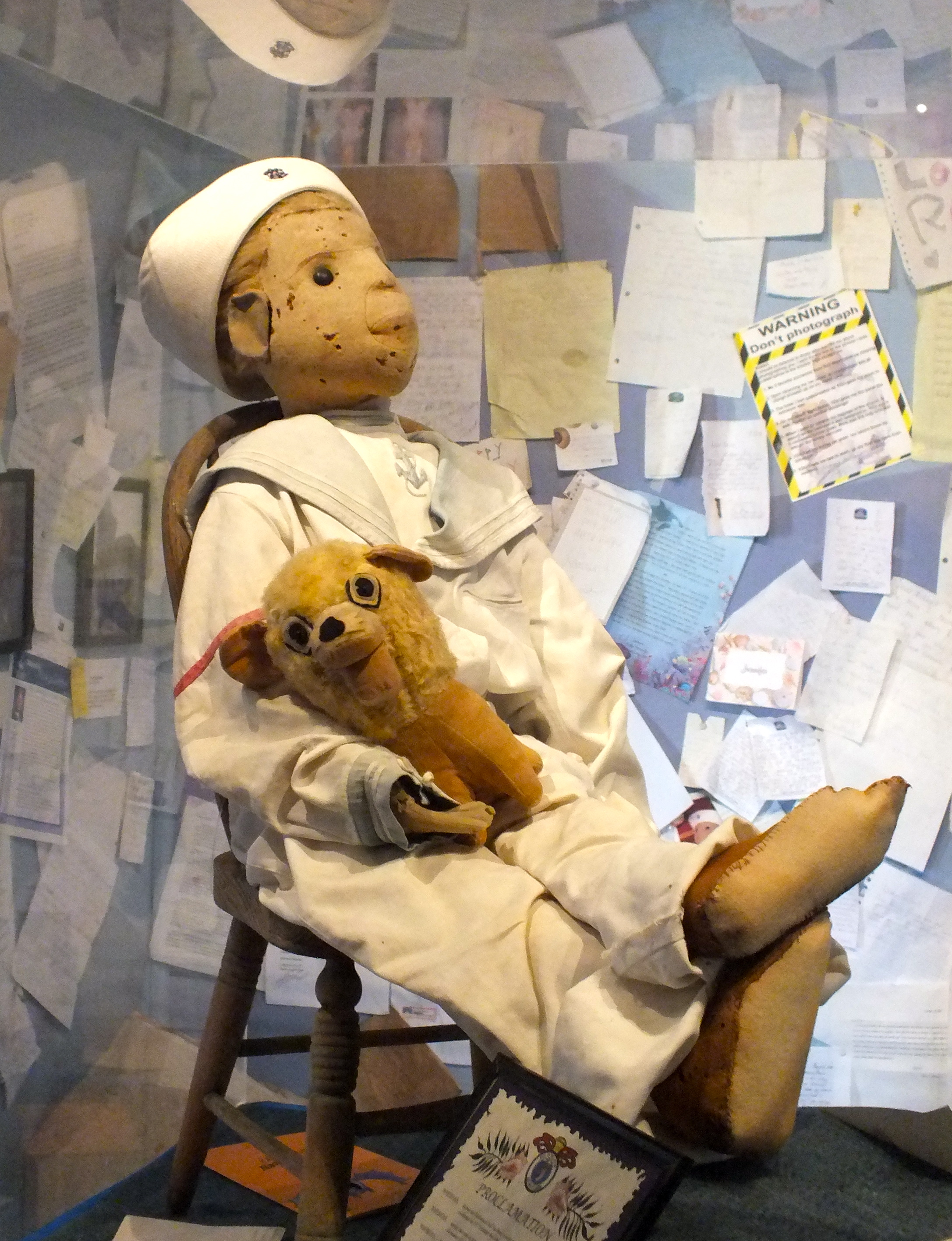
Robert, o boneco

Robert, também conhecido como Robert, o boneco, Robert, o boneco assombrado ou Robert, o boneco encantado, é um boneco em exibição no museu East Martello. Pertenceu ao pintor e escritor Robert Eugene Otto, de Key West, Flórida. Segundo a lenda, o boneco é assombrado.

## História
O boneco pertencia originalmente a Robert Eugene Otto, um artista descrito como "excêntrico" que pertencia a uma proeminente família de Key West. O boneco teria sido fabricado pela Steiff Company da Alemanha, comprado pelo avô de Otto durante uma viagem à Alemanha em 1904 e entregue ao jovem Otto como presente de aniversário. O traje de marinheiro do boneco provavelmente era uma roupa que Otto usava quando criança.
O boneco ficou guardado na casa da família Otto, na rua Eaton, 534, em Key West, enquanto Otto estudava arte em Nova York e Paris. Otto se casou com Annette Parker em Paris em 3 de maio de 1930. O casal retornou para a casa da família Otto em Key West para morar lá até a morte de Otto em 1974. Sua esposa morreu dois anos depois.  Depois de suas mortes, a casa da rua Eaton contendo o boneco foi vendida para Myrtle Reuter, que a possuiu por 20 anos até que a propriedade foi vendida para os atuais proprietários, que a operam como uma casa de hóspedes.
Em 1994, o boneco foi doada para o Museu East Martello, em Key West, na Flórida, onde acabou se tornando uma atração turística popular. Ele é revertido anualmente para o Old Post Office and Customhouse em outubro.

## Lenda
Segundo a lenda, o boneco tem habilidades sobrenaturais que permitem que ele se mova, mude suas expressões faciais e produza sons risonhos. Algumas versões da lenda afirmam que uma jovem de descendência bahamense deu a Otto o boneco como um presente ou como uma "retaliação por um delito". Outras histórias afirmam que o boneco moveu figuras de vodu pela sala e estava "ciente do que se passava ao seu redor". Ainda outras lendas afirmam que o boneco "desapareceu" depois que a casa de Otto mudou de proprietário várias vezes após sua morte, ou que o jovem Otto desencadeou os poderes sobrenaturais do boneco culpando-o por seus infortúnios de infância. De acordo com o folclore local, o boneco causou "acidentes de carro, ossos quebrados, perda de emprego, divórcio e muitos outros infortúnios", e os visitantes do museu supostamente experimentam "infortúnios pós-visita" por "não respeitar Robert".

## Na cultura popular

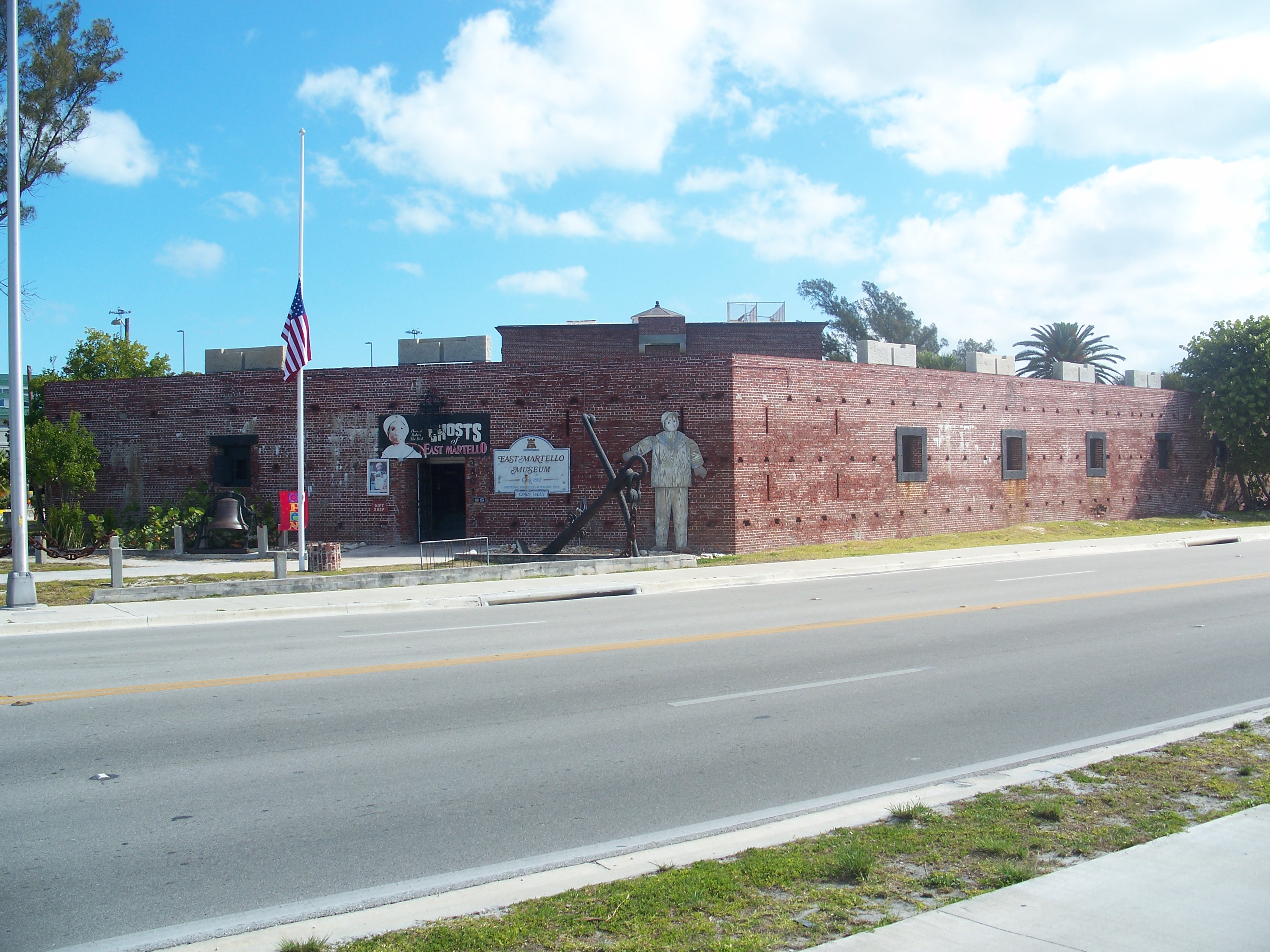
O museu East Martello, onde Robert está exposto atualmente

- A lenda serve de inspiração para o filme de terror Child's Play.[9]
- O boneco foi exibido na TapsCON, uma convenção organizada pela The Atlantic Paranormal Society, realizada em Clearwater, Flórida, em maio de 2008, marcando a primeira vez que deixou Key West, na Flórida, em seus 104 anos de existência.[10]
- Em outubro de 2015, o boneco foi levado para Las Vegas para aparecer no programa de televisão da Travel Channel, Zak Bagans: Mystery Mansion.[11]
- Um filme de terror baseado na lenda e intitulado Robert foi lançado em 2015. Uma sequência chamada The Curse of Robert the Doll foi lançada em 2016.[12] Uma segunda sequela intitulada The Toymaker seguiu em 2017. Uma terceira sequência intitulada The Revenge of Robert the Doll foi lançada em 2018.[13]
- O boneco e uma réplica de bonecos vendidos na loja de presentes do museu Martello apareceram na segunda temporada de Ozzy & Jack's World Detour.[14]
- O boneco foi destaque em um episódio do podcast e série de TV Lore.[15]